# Bévéziers (Q179)
El Bévéziers'(Q179) fue un submarino de 1.500 toneladas de la clase Le Redoutable perteneciente a la Armada Francesa. Recibía su nombre en recuerdo de la Batalla de Bévéziers (1690).
El Bévéziers estaba basado en el Caribe. Al comienzo de la Segunda Guerra Mundial navegó hasta Inglaterra, para poco después unirse a las fuerzas de la Francia de Vichy en el África Occidental francesa. Durante la Batalla de Dakar bajo el mando del capitán de corbeta Lancelot, torpedeó al HMS Resolution. 
Navegó después hasta Toulon para a continuación desplazarse a Madagascar en donde participó en su defensa, durante la invasión de esta isla en la batalla de Madagascar ( Operación Ironclad ) 

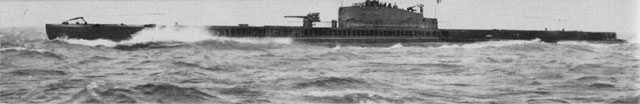
El Bévéziers.

El 5 de mayo de 1942 mientras navegaba al puerto de Diego Suárez fue atacado por 2 bombarderos Avro Lancaster, pero como su capitán maniobró a una velocidad alta e hizo que el barco navegara en círculos, pudo eludir el ataque y no recibió impactos. Posteriormente fue atacado por 3 Fairey Swordfish y durante ese ataque, recibió el impacto de un torpedo a popa que destruyó el timón e hizo que el barco se detuviera; inmediatamente después recibió otro impacto de torpedo en pleno centro, el cual mató al personal del cuarto de generadores y dejó sin electricidad al submarino. Posteriormente sufrió el impacto de las 2 cargas de profundidad -1 en la banda de estribor y 1 en la parte baja del casco- procedentes del otro Swordfish y empezó a escorarse lentamente hasta hundirse en aguas poco profundas. Los Swordfish se dieron la vuelta y ametrallaron a los 51 sobrevivientes[cita requerida]  -entre ellos el capitán-[cita requerida] , matando a 5 e hiriendo a 1.
El Bévéziers fue rescatado por los aliados al año siguiente, puesto en reserva y desguazado en 1948.